# بنجامين لوندي
بنجامين لوندي (بالإنجليزية: Benjamin Lundy) (4 يناير 1789 - 22 أغسطس 1839) أحد الكويكرز الأمريكيين وإبطالي من ولاية نيوجيرسي في الولايات المتحدة، أنشأ العديد من الصحف المناهضة للعبودية وسافر إلى دول عديدة على نطاق واسع. ألقى بنجامين محاضرات ونشر منشورات في محاولة للحد من توسع العبودية، وحاول أيضًا أن يجد مكانًا خارج الولايات المتحدة لإنشاء مستعمرة قد ينتقل إليها العبيد المُحَررون.
حسب ما أشار وليم لويد غاريسون في كلمة تأبين، لم يكن لوندي أول إبطالي أمريكي مؤيد لمبدأ إبطال العبودية، ولكنه «كان أول مواطني بلدنا الذين كرسوا حياتهم وكل قوته لقضية العبيد حصرًا».

## النشأة والحياة الأسرية
وُلِد لوندي لجوزيف وإليزابيث شوتويل لوندي، وكلاهما من الكويكرز، في غرينسفيل، هاردويك تاونشيب، مقاطعة ساسكس، ولاية نيوجيرسي. توفيت والدته عندما كان في الرابعة، لكنّه أصبح مقرّبًا من زوجة أبيه، ماري تيتوس لوندي. عندما كان صبيًا، كان يعمل في مزرعة والده، ويذهب إلى المدرسة لفترات قصيرة فقط. في عام 1804، أقرت ولاية نيوجيرسي قانونًا يسمح بالتحرير التدريجي للعبيد، على الرغم من أن تعداد عام 1810 في مقاطعة ساسكس أظهر أن أكثر من نصف الزنوج البالغ عددهم 758 ما زالوا مستَعبدين.
بحلول ذلك الوقت، كان لوندي الشاب قد انتقل إلى ويلينغ، فيرجينيا (تقع الآن في فيرجينيا الغربية). في عام 1808 تدرب كصانع سروج. على نهر أوهايو، كانت ويلينغ نقطة عبور هامة لتجارة الرقيق بين الولايات، إذ غالبًا ما كانت مجموعات العبيد تجوب المدينة. كان يُجرى نقل العديد من العبيد عبر نهر أوهايو إلى ولاية كنتاكي (ولاية للعبيد) وإلى ولايات أخرى للعبيد عبر نهر المسيسيبي. في ويلينغ شاهد لوندي عن كثب العديد من الشرور المتأصلة في نظام الرق، بما في ذلك استخدام سياط الخيل والهراوات لإجبار البشر الحفاة على السير في الوحل والثلوج. عزم لوندي على تكريس حياته لقضية إبطال العبودية.
تعرَّف لوندي أيضًا بعائلة كويكرز محلية، عائلة ستانتون، التي كانت تعيش على بعد اثني عشر ميلًا غربًا من بلدة ويلينغ في ماونت بليستانت بولاية أوهايو. لم تسمح ولاية أوهايو بالعبودية، وأصبح بنجامين ستانتون لاحقًا عضوًا في الكونجرس الأمريكي من تلك المقاطعة، وبعد عقدين من وفاة لوندي، أصبح شقيقه إدوين ستانتون لاحقًا وزيرًا للحرب في عهد الرئيس أبراهام لينكون.
في ديسمبر 1814، أعلن لوندي وإستر لويس عن نيتهما الزواج في اجتماع الكويكرز المحلي، وفعلا ذلك في 13 فبراير 1815. تزوج شقيقها وليام من ليديا ستانتون، شقيقة ديفيد ستانتون (والد إدوين ستانتون). في 18 نوفمبر 1815، أنجبا طفلهما الأول، سوزان ماريا لوندي ويرمان (توفيت عام 1899). في العقود التالية، انجبت استير ابنين آخرين هما تشارلز تالمادج لوندي (1821 -1870) وبنجامين كلاركسون لوندي (1826 -1861)، بالإضافة إلى ابنتين، إليزابيث (1818 -1879) وإستر (1826 -1917).

## روابط خارجية
- بنجامين لوندي على موقع الموسوعة البريطانية (الإنجليزية)
- بنجامين لوندي على موقع إن إن دي بي (الإنجليزية)